# Präludium und Fuge g-Moll BWV 861 (Das Wohltemperierte Klavier, I. Teil)
Präludium und Fuge g-Moll, BWV 861, bilden ein Werkpaar im 1. Teil des Wohltemperierten Klaviers, einer Sammlung von Präludien und Fugen für Tasteninstrumente von Johann Sebastian Bach.

## Präludium
Das Präludium, in -Takt notiert, umfasst 19 Takte.
Das Präludium ist in dreistimmigem Satz geschrieben, wobei man sich den mit einem langen Triller einsetzenden Sopran als Violinstimme vorstellen kann. Eine rhythmische Verdichtung erfolgt dadurch, dass die 32tel-Figuren im zweiten Teil des Stücks ab Takt 12 zunehmen. Ein ähnlicher Effekt findet sich in der zweistimmigen Invention in B-Dur BWV 785. Zwei neapolitanische Akkorde auf c, in Takt 13 und 17, fügen einen reizvollen harmonischen Farbwert hinzu.

## Fuge
Das Thema umfasst zwei Motive, die durch eine Achtelpause getrennt sind. Der originelle Gedanke besteht darin, dass das zweite Motiv genau den Tonraum ausfüllt, den das erste ausspart. Aus der Umkehrung des zweiten Motivs entsteht ab Takt 3 der Kontrapunkt. Durch das ganze Stück hindurch werden entweder Teile des Themas oder des Kontrapunkts beibehalten. Auch wenn ab der zweiten Hälfte von Takt 24 im Sopran und Alt ein neues Thema in durchgehender 16tel-Bewegung eingeführt wird, erklingt dazu im Bass das ursprüngliche zweite Motiv als Begleitung. Die Fugenmitte in Takt 17 ist durch die erste Engführung gekennzeichnet. In der zweiten Engführung in Takt 28 erklingt der dritte Themeneinsatz unvollständig. In Takt 33 wird mit unterschiedlichen Mitteln eine abschließende Steigerung erreicht: paralleler Abstieg von Sopran und Bass, Erweiterung der ursprünglichen Vierstimmigkeit zur Fünfstimmigkeit zur harmonischen Verdichtung. Zudem ist dies – abgesehen vom Beginn – der einzige Takt ohne 16tel-Noten, was ein Ritardando in diesem vorletzten Takt überflüssig macht.
Um seinen Schülern in Leipzig die Wirkung der Pause im Fugenthema zu verdeutlichen, textierte Max Reger das Fugenthema im Unterricht aus dem Stegreif mit den Worten: Du bist an Rindviech, – ob du's glaubst oder net!